# برنارد ادواردز
برنار ادواردز (انگلیسی: Bernard Edwards؛ ۳۱ اکتبر ۱۹۵۲ – ۱۸ آوریل ۱۹۹۶) یک موسیقی‌دان اهل ایالات متحده آمریکا بود.